# Зоки и Бада
«Зо́ки и Бада (пособие для детей по воспитанию родителей)» — сказка для детей, написанная Ириной и Леонидом Тюхтяевыми в 1980 году. Впервые издана в 1990-м году в газете «Книжное обозрение». Книга примечательна тем, что сказку рассказывают от лица детей.

## Список персонажей
Бада — крупное существо, живущее в доме на берегу озера. Бада носит съёмные рога, его имя происходит от слова «бодать». Ударение скорее на втором слоге, но можно и наоборот — авторы разрешают оба варианта. Несмотря на воинствующий вид, Бада очень добрый, бодается он только в исключительных случаях — когда зоки слишком сильно нахулиганят.
Зоки — небольшие существа, проказники и большие любители мёда и сладостей. Бада нашел зоков в банках из-под мёда и оставил жить у себя. По словам авторов, слово «зоки» они взяли из домашнего детского лексикона.
Маргарита и Ян — старшая дочь Маргарита и младший сын Ян, которые придумали историю зоков и Бады и рассказали своему папе.

## История создания
Будучи непрофессиональными писателями, Ирина и Леонид Тюхтяевы не имели чёткой структуры произведения. Истории из книги возникали постепенно после обсуждений в кругу семьи и рассказов сказок детям. Ирина писала прозу, а Леонид стихи.  В 1989 году, когда количество историй о зоках и Баде увеличилось до двадцати, Ирина оформила их в одну книгу, чтобы отослать на конкурс в издательство «Детская литература». Впервые книга была напечатана в газете «Книжное обозрение» в 1990 году.
Первое отдельное издание книги вышло в 1993 году в издательстве «Микрополь» тиражом 100000 экземпляров с цветными иллюстрациями, выполненными Юлией Гуковой и Владимиром Буркиным. Художники позже в 1994 году приняли участие в создании на творческом объединении «Экран» одноимённого короткометражного мультфильма по мотивам этой книги. Режиссёром выступил Александр Федулов. 
Книга неоднократно переиздавалась с новыми иллюстрациями, поэтому образы героев книги многократно менялись. В 2007 году Леонид Володарский озвучил персонажей книги в аудиоверсии произведения на радиостанции «Серебряный дождь». В 2012 году вышло продолжение сказки под названием «Школа зоков и Бады», а в 2013 году — «Зоки и Бада. Сладкие рецепты».

## Мнения о произведении
Леонид Володарский высоко оценил произведение, назвав его одним из лучших в российской детской литературе и противопоставив телепузикам. Екатерина Асонова отметила необычность подхода к детскому воспитанию, когда воспитываемый ребёнок и воспитывающий родитель меняются местами. В книге часто употребляются слова в неправильном написании и ассоциациях, а также слова из детского лексикона, поэтому несмотря на то, что книга написана для детей дошкольного возраста, понять игру слов им будет сложно.

## Издания
- И. Тюхтяева, Л. Тюхтяев. Зоки и Бада. — М.: МИРТ, 1993. — 80 с. — 100 000 экз. — ISBN 5-85029-011-7.
- Ирина и Леонид Тюхтяевы. Зоки и Бада. — М.: Микрополь, 1994. — 80 с. — ISBN 5-900759-01-6.
- Ирина и Леонид Тюхтяевы. Зоки и Бада. — СПб.: Азбука-классика, 2005. — 120 с. — 7000 экз. — ISBN 5-352-01134-8.
- Ирина и Леонид Тюхтяевы. Зоки и Бада. Пособие для детей по воспитанию родителей. — СПб.: Азбука-классика, 2007. — 120 с. — 15 000 экз. — ISBN 5-352-01515-7.
- Ирина и Леонид Тюхтяевы. Зоки и Бада. Пособие для детей по воспитанию родителей. — СПб.: Азбука-классика, 2009. — 144 с. — 25 000 экз. — ISBN 978-5-395-00157-3.
- Ирина и Леонид Тюхтяевы. Зоки и Бада. Пособие для детей по воспитанию родителей. — М.: Манн, Иванов и Фербер, 2012. — 144 с. — 10 000 экз. — ISBN 978-5-91657-538-5.
- Ирина и Леонид Тюхтяевы. Школа Зоков и Бады. — М.: Манн, Иванов и Фербер, 2013. — 208 с. — 8000 экз. — ISBN 978-5-91657-665-8.
- Ирина и Леонид Тюхтяевы. Зоки и Бада. Сладкие рецепты. — М.: Манн, Иванов и Фербер, 2013. — 104 с. — 5000 экз. — ISBN 978-5-91657-788-4.